# Miconia decipiens
Miconia decipiens är en tvåhjärtbladig växtart som beskrevs av Célestin Alfred Cogniaux. Miconia decipiens ingår i släktet Miconia och familjen Melastomataceae. Inga underarter finns listade i Catalogue of Life.